# مابيلا

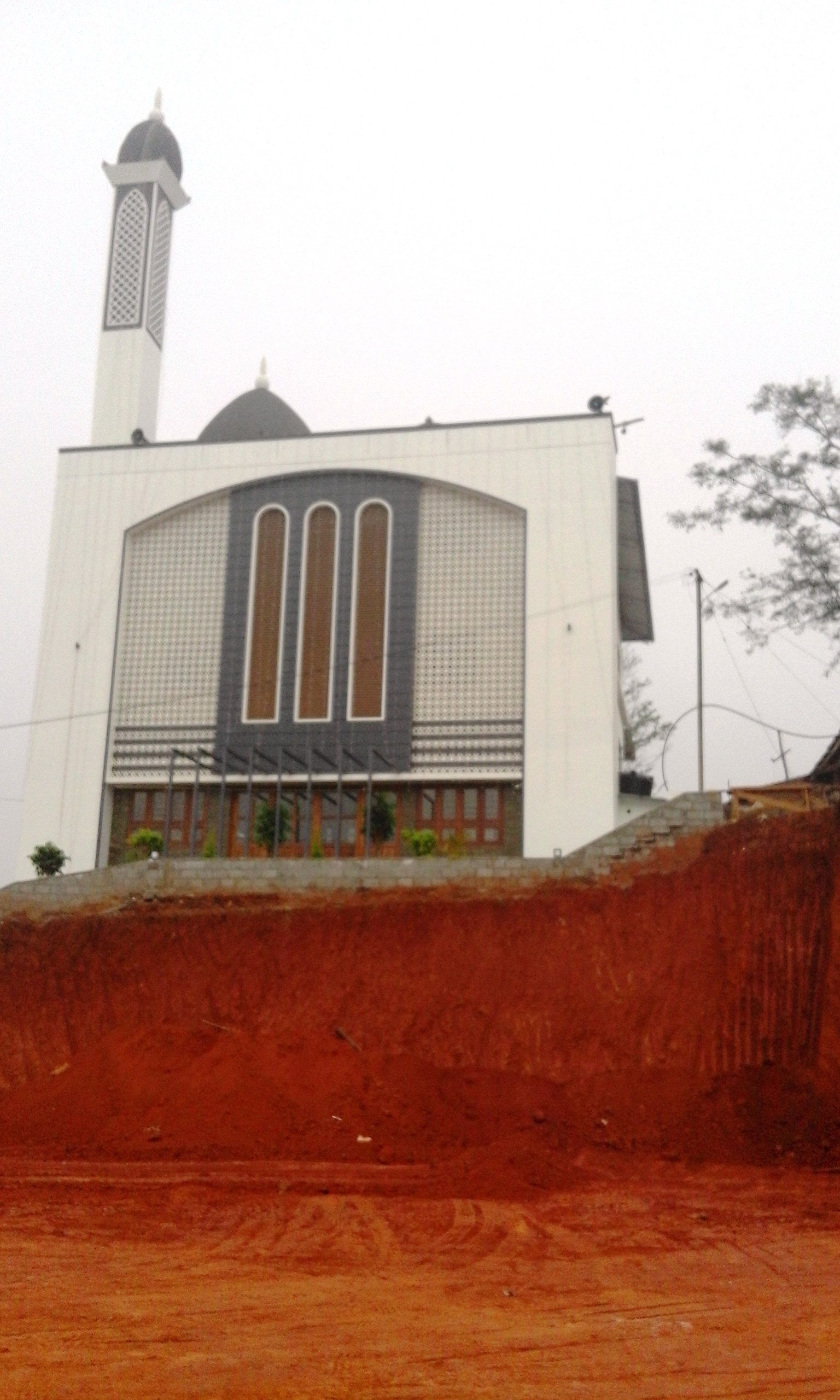
مسجد أهل السنة والجماعة في مانانثافادي

مابيلا (بالمالايامية മാപ്പിള) ويعرفون أيضًا باسم مسلمي مابيلا، أو موبلاهس أو جوناكا مابيلا، هي أكبر مجموعة عرقية إسلامية في ولاية كيرالا الهندية. وقد نشأ المجتمع في المقام الأول نتيجة للاتصال العربي
التجاري قبل وبعد الإسلام مع ولاية كيرالا. ويشكل المسلمين أغلبية قومية مابيلا، وتبلغ نسبة قومية مابيلا من مجموع سكان ولاية كيرالا 26.56٪ من السكان وهي ثاني أكبر مجموعة دينية بعد الهندوس (54.75٪). ويتحدث المابيلايون اللغة الشائعة في ولاية كيرالا المالايامية.
وصل الإسلام إلى ساحل ملبار في وقت مبكر من القرن السابع الميلادي، وتم استيعابه مع ثقافة وتقاليد السكان المحليين. على مر القرون، أدت علاقات مابيلا القوية مع التجار من الجزيرة العربية إلى تأثير عميق على حياتهم وثقافتهم. وقد أدى هذا إلى تشكيل التقليد فريد في الأدب والفن والموسيقى، ومعظم المابيلايون يتبعون المدرسة السنية الشافعية، في حين أن أقلية كبيرة تتبع حركات إسلامية سنية مختلفة.